# Nagybúny község
Nagybúny község (románul: Comuna Boiu Mare) község Máramaros megyében, Romániában. Központja Nagybúny, beosztott falvai Frinkfalva, Jóháza, Szalmapatak.

## Népessége
A 2011-es népszámlálás adatai alapján a község népessége 1131 fő volt.